# Onthophagus praecellens
Onthophagus praecellens es una especie de insecto del género Onthophagus, familia Scarabaeidae, orden Coleoptera.

Fue descrita científicamente por Bates en 1887.